# Ліюань
Ліюань (кит. 澧源镇, пін. Lĭyuán Zhèn) — містечко у провінції Хунань, адміністративний центр повіту Санчжи міста Чжанцзяцзе.

## Географія
Ліюань розташовується на заході префектури, лежить на річці Лішуй.

### Клімат
Містечко знаходиться у зоні, котра характеризується вологим субтропічним кліматом. Найтепліший місяць — липень із середньою температурою 26.7 °C (80 °F). Найхолодніший місяць — січень, із середньою температурою 5 °С (41 °F).
| Клімат Ліюаня           | Клімат Ліюаня | Клімат Ліюаня | Клімат Ліюаня | Клімат Ліюаня | Клімат Ліюаня | Клімат Ліюаня | Клімат Ліюаня | Клімат Ліюаня | Клімат Ліюаня | Клімат Ліюаня | Клімат Ліюаня | Клімат Ліюаня | Клімат Ліюаня |
| Показник                | Січ.          | Лют.          | Бер.          | Квіт.         | Трав.         | Черв.         | Лип.          | Серп.         | Вер.          | Жовт.         | Лист.         | Груд.         | Рік           |
| Середній максимум, °C   | 8             | 10            | 15            | 21            | 25            | 29            | 32            | 32            | 27            | 22            | 16            | 11            | 20            |
| Середня температура, °C | 5             | 6             | 11            | 17            | 21            | 24            | 27            | 27            | 23            | 18            | 12            | 7             | 16            |
| Середній мінімум, °C    | 1             | 3             | 7             | 12            | 17            | 20            | 23            | 22            | 19            | 13            | 8             | 3             | 12            |
| Норма опадів, мм        | 26            | 38            | 77            | 148           | 200           | 249           | 194           | 155           | 112           | 109           | 65            | 31            | 1403          |
| ----------------------- | ------------- | ------------- | ------------- | ------------- | ------------- | ------------- | ------------- | ------------- | ------------- | ------------- | ------------- | ------------- | ------------- |
| Джерело: Weatherbase    |               |               |               |               |               |               |               |               |               |               |               |               |               |